# Les Âmes mortes (film, 1960)
Pour l’article homonyme, voir Les Âmes mortes.
Pour plus de détails, voir Fiche technique et Distribution.
Les Âmes mortes (Мёртвые души, Myortvye dushi) est un film soviétique réalisé par Leonid Trauberg, sorti en 1960,. Le sujet est inspiré du roman éponyme de Nicolas Gogol.

## Fiche technique
- Photographie : Konstantin Brovin, V. Potekhin
- Musique : Vladimir Roubine
- Décors : Evgeni Kumankov
- Montage : Tatiana Likhatchiova

## Distribution
- Vladimir Belokourov : Pavel Tchitchikov
- Viktor Stanitsyne : gouverneur
- Boris Livanov : Nozdrev
- Alekseï Gribov : Mikhaïl Sobakevitch
- Anastasia Zouïeva : Nastassia Korobotchka
- Boris Petker : Stepan Pliouchkine
- Iouri Leonidov : Manilov
- Sophia Garrel : femme du gouverneur
- Alekseï Jiltsov : policier
- Mikhaïl Yanchine : facteur
- Grigori Konski : procureur
- Sergueï Kalinine : Sélifane, cocher de Tchitchikov
- Olga Wiklandt : Anna Grigorievna
- Lioudmila Makarova : Sofia Ivanovna
- Viktoria Radounskaïa : fille du gouverneur
- Galina Kalinovskaïa : Elisaveta, femme de Manilov